# Gute Nachricht Bibel
Die Gute Nachricht Bibel (GNB) ist eine kommunikative Bibelübersetzung, die zuletzt 2018 revidiert wurde.

## Geschichte
Das Neue Testament erschien 1968 unter dem Titel Gute Nachricht für Sie – NT 68 in Anlehnung an das amerikanische Projekt Good News Bible der American Bible Society.
Übersetzer der Erstausgabe NT'68 waren unter anderem Barbara Beuys (Johanneische Schriften des Neuen Testaments), Norbert Brieger (Lukanische Schriften) und Johannes Lehmann (Matthäus-Evangelium, Markus-Evangelium). Das Theologen-Team bestand neben anderen aus Margarete Steiner, Hellmut Haug und Hans Ulrich Nübel. Die Zeichnungen stammten von Horst Lemke.
1970 wurde das Neue Testament dann noch einmal selbständig aus dem Griechischen übersetzt und erschien unter dem Titel Die Gute Nachricht. Zum Übersetzer-Team gehörten folgende Theologen: Klaus D. Fricke, Karl-Heinz Gromberg, Hellmut Haug, Rudolf Kassühlke, Hans Ulrich Nübel, Benedikt Schwank (OSB) und Harald Uhl. Für die Endredaktion zeichneten Hellmut Haug, Rudolf Kassühlke und Anton Steiner (OP) verantwortlich.
1978 erschien eine in Jeansstoff gebundene Ausgabe namens Die Gute Nachricht - Altes & Neues Testament - AT-Auswahl und NT in heutigem Deutsch von der Deutschen Bibelgesellschaft Stuttgart mit Zeichnungen von Horst Lemke, die auch als Jeans-Bibel bezeichnet wurde. Zum Übersetzer-Team gehörten die Theologen Hellmut Haug, Rudolf Kassühlke, Bernhard Lang und Jürgen Reich.
1982 erschien die Gesamtbibel mit einer Übersetzung des Alten Testaments unter dem Titel Bibel in heutigem Deutsch.
Es folgte eine Gesamtrevision der Vollbibel wurde der Text noch einmal tiefgreifend überarbeitet, um besonders die Bedeutungsnuancen im Urtext stärker herauszuarbeiten. Die neue GNB wurde 1997 veröffentlicht. Bei der Revision wurde generell ein höheres Sprachniveau, in den poetischen Texten auch dichterisch gehobene Sprache angestrebt. 
Im Jahr 2000 erschien eine durchgesehene Ausgabe nach den Regeln der Rechtschreibreform von 1996. 2003 wurde der Text erneut durchgesehen und die Ausgabe von 2012 erschien mit der Schreibung des Titels ohne Bindestriche als „Gute Nachricht Bibel“. 
Im Jahr 2018 erschien eine nochmals durchgesehene Ausgabe in neuer Typographie mit serifenloser Schrift.

## Ökumenische Verwendung
Erstellt wurde die GNB in Kooperation der Deutschen Bibelgesellschaft (evangelisch), des Katholischen Bibelwerks e. V. Stuttgart und den evangelischen Bibelgesellschaften sowie den katholischen Bibelwerken in Österreich und der Schweiz. Die GNB wird also von evangelischen und katholischen Verlagen vertrieben und ist damit die einzige interkonfessionelle Bibel im deutschen Sprachgebiet und daher besonders für das ökumenische Gespräch geeignet.

## Spätschriften des Alten Testaments
Entsprechend dem ökumenischen Ansatz der Gute Nachricht Bibel wurden für diese auch diejenigen Schriften des Alten Testaments übersetzt, die nicht Teil des hebräischen Tanach, sondern nur in griechischer Textfassung überliefert sind. Während diese Schriften nach katholischer Auffassung als deuterokanonische Schriften Teil der Heiligen Schrift sind, werden sie in der Lutherbibel allenfalls in einem Anhang von Apokryphen zum Alten Testament abgedruckt, gelten aber nicht als Heilige Schrift im eigentlichen Sinn. Zur Vermeidung der konfessionell besetzten Begriffe „deuterokanonische Schriften“ bzw. „Apokryphen“ wurde in einer Vereinbarung der deutschsprachigen Bibelgesellschaften und katholischen Bibelwerke der Begriff „Spätschriften des Alten Testaments“ geprägt, der „bislang ohne Widerspruch geblieben ist“, aber abgesehen von der Gute Nachricht Bibel nicht in andere Bibelausgaben einfloss. Es gibt Ausgaben der Gute Nachricht Bibel mit und ohne Spätschriften. Ähnlich wie in der Lutherbibel erscheinen die Spätschriften in einer eigenen Gruppe zusammengefasst, allerdings in anderer Anordnung als bei Luther.
Die folgende Übersicht zeigt, welche Schriften die derzeit einzige ökumenische Bibel im deutschsprachigen Raum als „Spätschriften“ im Anhang zum Alten Testament bietet und wie die Einheitsübersetzung und die Lutherbibel demgegenüber die Schriften anordnen. Die Spätschriften sind jeweils durch Fettdruck hervorgehoben. Eine Besonderheit der Gute Nachricht Bibel besteht darin, dass das Buch Ester zweimal übersetzt ist: einmal aus der insgesamt kürzeren hebräischen Fassung und einmal aus der umfangreicheren griechischen Fassung.
| Schriftengruppe                                                  | Gute Nachricht Bibel 2005 (ökumenisch) | Einheitsübersetzung 2016 (katholisch) | Lutherbibel 2017 (evangelisch) |
| Altes Testament: Geschichtliche Bücher                           | Das 1. Buch Mose (Genesis) Das 2. Buch Mose (Exodus) Das 3. Buch Mose (Levitikus) Das 4. Buch Mose (Numeri) Das 5. Buch Mose (Deuteronomium) | Das Buch Genesis Das Buch Exodus Das Buch Levitikus Das Buch Numeri Das Buch Deuteronomium | Das erste Buch Mose (Genesis) Das zweite Buch Mose (Exodus) Das dritte Buch Mose (Levitikus) Das vierte Buch Mose (Numeri) Das fünfte Buch Mose (Deuteronomium) |
| Altes Testament: Geschichtliche Bücher                           | Das Buch Josua Das Buch von den Richtern Das Buch Rut Das 1. Buch Samuel Das 2. Buch Samuel Das 1. Buch von den Königen Das 2. Buch von den Königen Das 1. Buch der Chronik Das 2. Buch der Chronik Das Buch Esra Das Buch Nehemia | Das Buch Josua Das Buch der Richter Das Buch Rut Das erste Buch Samuel Das zweite Buch Samuel Das erste Buch der Könige Das zweite Buch der Könige Das erste Buch der Chronik Das zweite Buch der Chronik Das Buch Esra Das Buch Nehemia | Das Buch Josua Das Buch der Richter Das Buch Rut Das erste Buch Samuel Das zweite Buch Samuel Das erste Buch der Könige Das zweite Buch der Könige Das erste Buch der Chronik Das zweite Buch der Chronik Das Buch Esra Das Buch Nehemia |
| Altes Testament: Geschichtliche Bücher                           | Das Buch Ester (hebräische Fassung) | Das Buch Tobit Das Buch Judit Das Buch Ester (hebräisch-griechischer Mischtext) Das erste Buch der Makkabäer Das zweite Buch der Makkabäer | Das Buch Ester (hebräische Fassung) |
| Altes Testament: Bücher in dichterischer Form                    | Das Buch Ijob (Hiob, Job) Die Psalmen Das Buch der Sprichwörter Das Buch Kohelet (Prediger) Das Hohelied | Das Buch Ijob Die Psalmen Das Buch der Sprichwörter Das Buch Kohelet Das Hohelied Das Buch der Weisheit Das Buch Jesus Sirach | Das Buch Hiob (Ijob) Der Psalter Die Sprüche Salomos (Proverbia) Der Prediger Salomo (Kohelet) Das Hohelied Salomos |
| Altes Testament: Bücher der Propheten                            | Der Prophet Jesaja Der Prophet Jeremia Die Klagelieder Der Prophet Ezechiël (Hesekiël) Das Buch Daniel Der Prophet Hosea Der Prophet Joël Der Prophet Amos Der Prophet Obadja Der Prophet Jona Der Prophet Micha Der Prophet Nahum Der Prophet Habakuk Der Prophet Zefanja Der Prophet Haggai Der Prophet Sacharja Der Prophet Maleachi | Der Prophet Jesaja Der Prophet Jeremia Die Klagelieder Das Buch Baruch (Kap. 6: Brief Jeremias) Das Buch Ezechiel Das Buch Daniel (Kap. 13–14: Drei Erzählungen über Daniel) Das Buch Hosea Das Buch Joël Das Buch Amos Das Buch Obadja Das Buch Jona Das Buch Micha Das Buch Nahum Das Buch Habakuk Das Buch Zefanja Das Buch Haggai Das Buch Sacharja Das Buch Maleachi | Der Prophet Jesaja Der Prophet Jeremia Die Klagelieder Jeremias Der Prophet Hesekiel (Ezechiel) Das Buch Daniel Der Prophet Hosea Der Prophet Joel Der Prophet Amos Der Prophet Obadja Der Prophet Jona Der Prophet Micha Der Prophet Nahum Der Prophet Habakuk Der Prophet Zefanja Der Prophet Haggai Der Prophet Sacharja Der Prophet Maleachi |
| Spätschriften des Alten Testaments: Geschichtliche Bücher        | Das Buch Tobit Das Buch Judit Das Buch Ester (griechische Fassung) Das 1. Buch von den Makkabäern Das 2. Buch von den Makkabäern | | Das Buch Judit Die Weisheit Salomos Das Buch Tobias (Tobit) Das Buch Jesus Sirach Das Buch Baruch (Kap. 6: Brief Jeremias) Das erste Buch der Makkabäer Das zweite Buch der Makkabäer Stücke zum Buch Ester Stücke zum Buch Daniel |
| Spätschriften des Alten Testaments: Bücher in dichterischer Form | Das Buch der Weisheit Das Buch Jesus Sirach | | Das Buch Judit Die Weisheit Salomos Das Buch Tobias (Tobit) Das Buch Jesus Sirach Das Buch Baruch (Kap. 6: Brief Jeremias) Das erste Buch der Makkabäer Das zweite Buch der Makkabäer Stücke zum Buch Ester Stücke zum Buch Daniel |
| Spätschriften des Alten Testaments: Prophetische Bücher          | Das Buch Baruch Der Brief Jeremias Zusätze zum Buch Daniel | | Das Buch Judit Die Weisheit Salomos Das Buch Tobias (Tobit) Das Buch Jesus Sirach Das Buch Baruch (Kap. 6: Brief Jeremias) Das erste Buch der Makkabäer Das zweite Buch der Makkabäer Stücke zum Buch Ester Stücke zum Buch Daniel |
| Spätschriften, Anhang                                            | Das Gebet Manasses | | Das Gebet Manasses |

## Leseprobe
Matthäus 18,23–24 in der Gute-Nachricht-Übersetzung:

„Jesus fuhr fort: ‚Macht euch klar, was es bedeutet, dass Gott angefangen hat, seine Herrschaft aufzurichten! Er handelt dabei wie jener König, der mit den Verwaltern seiner Güter abrechnen wollte. Gleich zu Beginn brachte man ihm einen Mann, der ihm einen Millionenbetrag schuldete.‘“

zum Vergleich in der Einheitsübersetzung:

„Mit dem Himmelreich ist es deshalb wie mit einem König, der beschloss, von seinen Dienern Rechenschaft zu verlangen.
 Als er nun mit der Abrechnung begann, brachte man einen zu ihm, der ihm zehntausend Talente schuldig war.“

## Digitale Ausgaben
Die Gute Nachricht Bibel erschien im August 2008 in der Bibelsoftware-Reihe bibeldigital. Eine mobile Umsetzung für Smartphones ist für den BibleReader von olive Tree Bible Software erschienen. 2011 folgte eine mit dem iPhone und dem iPad kompatible Version. Bereits seit April 2008 ist außerdem eine Hörbuch-Version des Neuen Testaments, wahlweise auf 22 Audio-CDs oder im MP3-Format, erhältlich. Zu den Sprechern gehören unter anderem Philipp Schepmann, Bodo Primus und Manfred Steffen.